# Dooabia quantula
Dooabia quantula är en fjärilsart som beskrevs av Louis Beethoven Prout 1931. Dooabia quantula ingår i släktet Dooabia och familjen mätare. Inga underarter finns listade i Catalogue of Life.